# Amanita velatipes
Amanita velatipes là một loài nấm thuộc chi Amanita trong họ Amanitaceae. Loài này được tìm thấy ở phía đông của Bắc Mỹ, được George Francis Atkinson miêu tả khoa học lần đầu tiên năm 1900.

## Hình ảnh

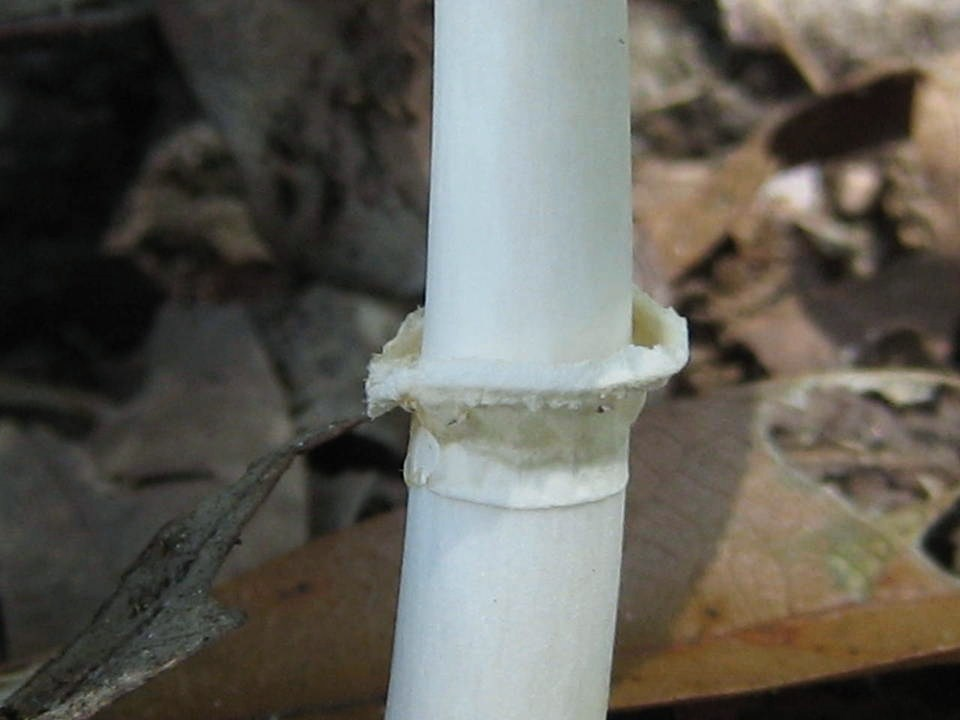
Cuống nấm
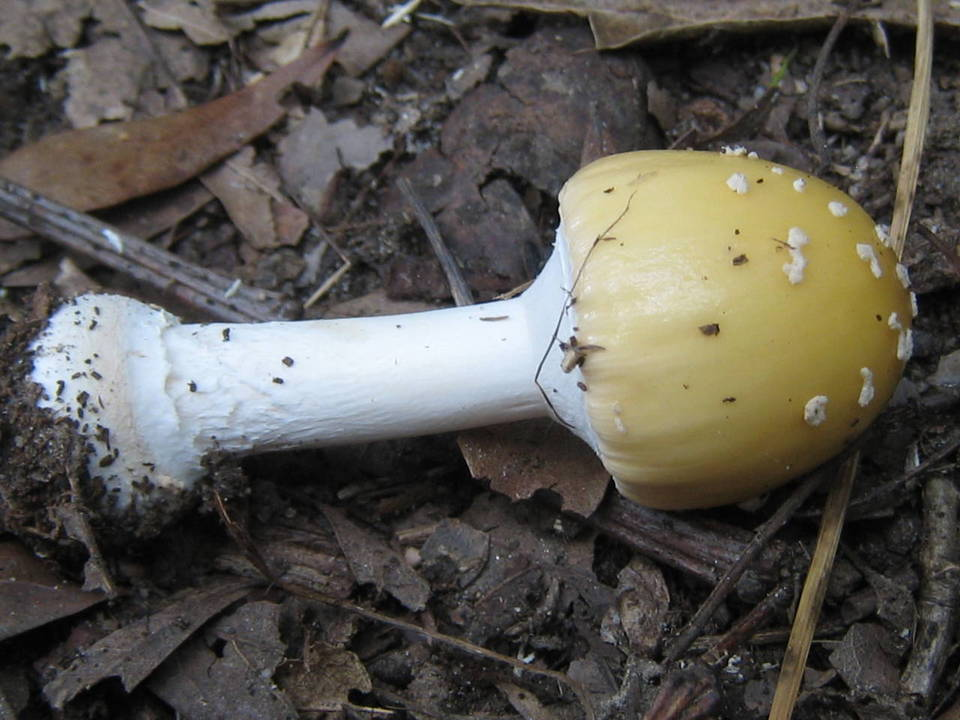
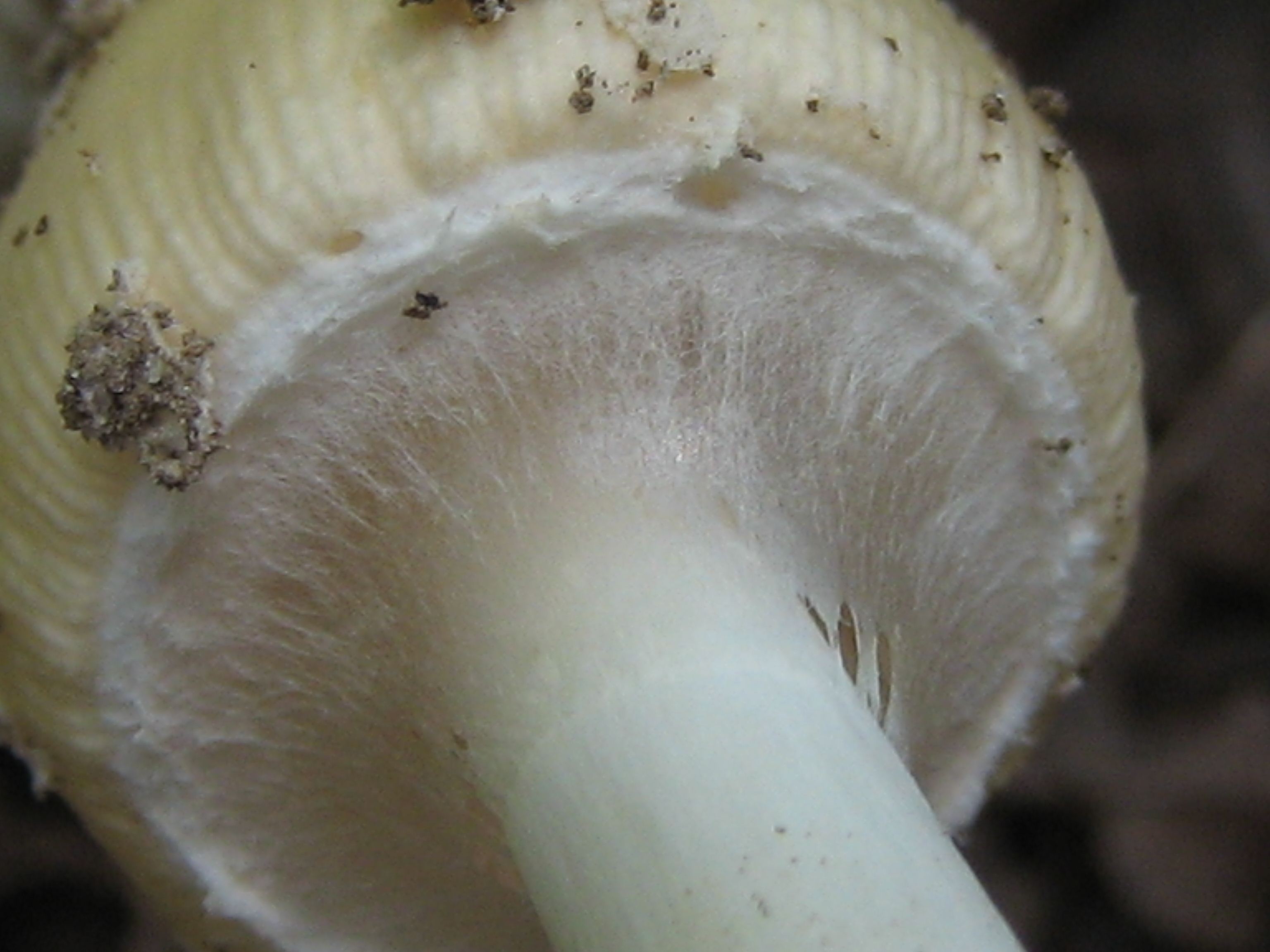
Cận cảnh phía dưới mũ nấm